# James-Insel (Chile)
Koordinaten: 44° 57′ S, 74° 7′ W

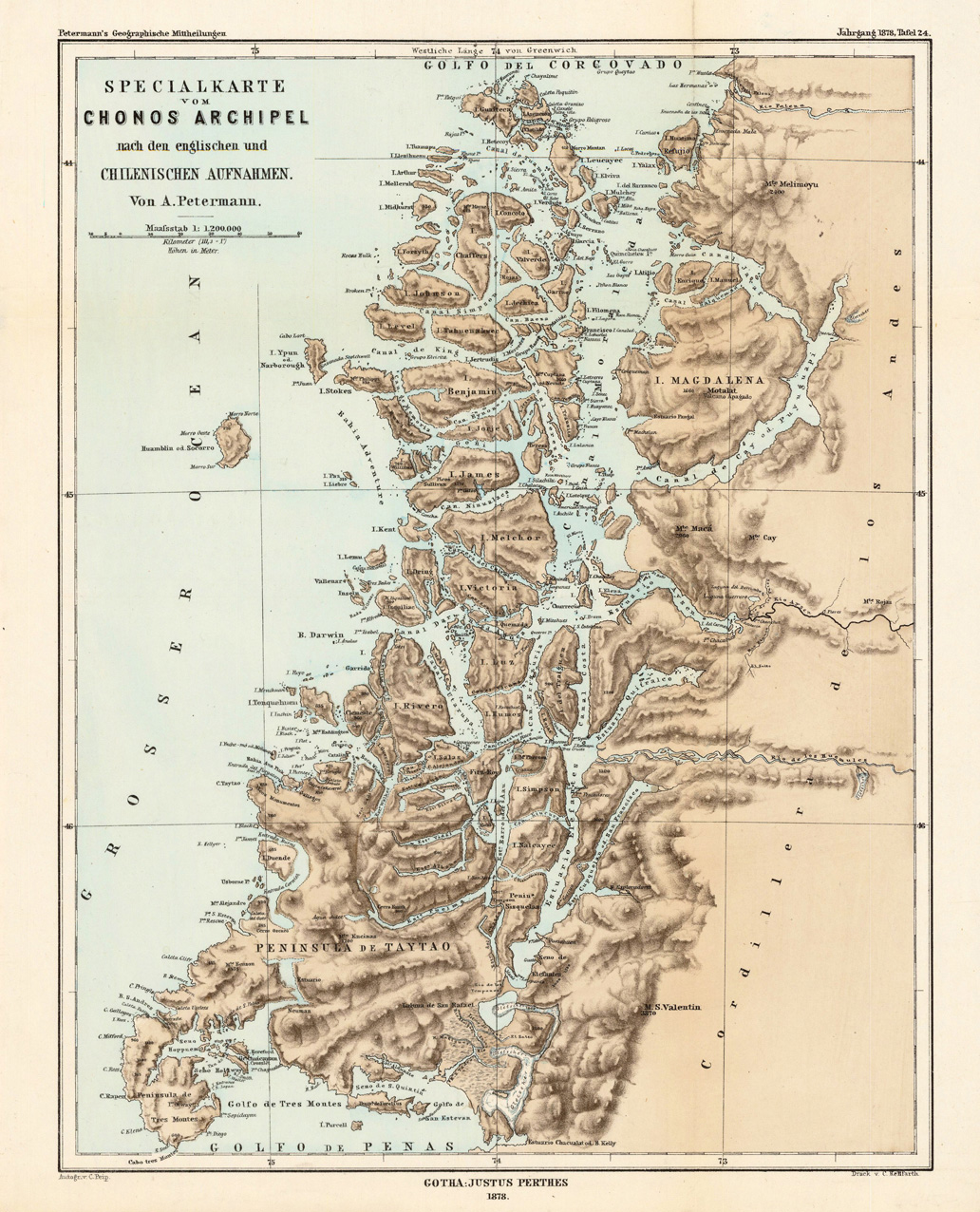
Der Chonos-Archipel in Südchile

Die James-Insel (Isla James) ist eine chilenische Insel im Pazifik. Sie gehört zu dem unmittelbar östlich dem südamerikanischen Festland vorgelagerten Chonos-Archipel. Die Insel hat eine Fläche von 388 km² und ist unbewohnt. Die gesamte Insel gehört zum nationalen Naturreservat Reserva Nacional Las Guaitecas.

## Name
Die Insel ist benannt nach Bartholomew James Sulivan (1810–1890), einem britischen Hydrographen und Entdeckungsreisenden, der den Chonos-Archipel im Dezember 1834 zusammen mit Charles Darwin auf ihrer berühmten Weltreise mit der Beagle besuchte. Ebenfalls nach Sulivan benannt sind die Picos Sulivan, welche die höchste Erhebung auf der Insel bilden.

## Lage
Die chilenische Insel James liegt auf 45° südlicher Breite und 74° westlicher Länge. Die Insel gehört zu den größten Eilanden des Chonos-Archipels und ist eng von anderen Inseln der Gruppe umschlossen. Südlich der Insel verläuft der Ninualac-Kanal, der sie von der sehr großen südlichen Nachbarinsel Melchor und von der kleinen Isla Kent im Südwesten trennt. Der Kanal bildet die breiteste West-Ost-Passage durch die Inselgruppe und führt vom Pazifik in den Moraleda-Kanal, der den Archipel vom Festland trennt. An der Nordküste der James-Insel verläuft der Goñi-Kanal, der die Insel von ihren nördlichen Nachbarinseln trennt, nämlich der kleineren Williams-Insel im Nordwesten und der größeren Isla Jorge im Norden. Die östliche Nachbarinsel der Isla James ist die Isla Teresa, zwischen den beiden Inseln verläuft der Canal Ciriaco. Alle Nachbarinseln sind ebenfalls unbewohnt. Die kurze Westküste der Insel James liegt unmittelbar zum offenen Meer hin gewandt in der Adventure-Bucht des Pazifischen Ozeans. Administrativ gehört die James-Insel zum Gemeindegebiet von Cisnes in der Region Aysén.

## Geographie
Die große Insel hat eine annähernd dreieckige, an ein UFO oder einen Tragflügelquerschnitt erinnernde Form, wobei das spitz zulaufende Ende zum Meer weist. Sie ist wie praktisch alle Inseln des Archipels sehr bergig, steil und unwegsam. Im Westen der Insel befinden sich die Sulivan-Berge mit Gipfeln von bis zu 1290 m Höhe; sie bilden die zweithöchste Erhebung der Inselgruppe nach dem 1680 m hohen Berg Cerro Cuptana auf der gleichnamigen Insel nordöstlich der Isla James. Im Norden der Insel liegt ein 701 m hoher Berg. An mehreren Berggipfeln befinden sich rundliche Gipfelseen. Der größte Teil der Insel ist bewaldet. An der Südküste zum Ninualac-Kanal öffnet sich etwa auf zwei Dritteln des Weges von der Pazifikküste zur Festlandseite der Insel eine tiefe Bucht, die Concha genannt wird und die Mündung des langgestreckten Fjords Estero Cisnes bildet, der fast bis ins Zentrum der Insel reicht. Der spitze Westteil der Insel wird von Süd nach Nord vom Lago Goñi durchzogen, einem mehrteiligen Fjordsee, der sich an der Nordwestseite der Insel in mehreren Stufen in einem natürlichen Ablauf in den Goñi-Kanal ergießt.